# 초산 비닐 수지
초산 비닐 수지(Polyvinyl acetate, PVAc)는 화학식 (C4H6O2)n을 갖는 접착제이다. 폴리 초산 비닐로도 부른다. 지방족 화합물 고무 합성 폴리머이다. 열가소성 플라스틱의 일종이다.

## 발견
초산 비닐의 수지는 1912년 Fritz Klatte에 의해 독일에서 발견되었다.

## 응용
- 나무 접착제
- 제본 및 북 아트
- 수예
- 봉투 접착제
- 벽지 접착제
- 롤링 페이퍼
- 껌의 기반

초산 비닐 수지는 다른 폴리머를 만들기 위한 원자재이다:
- 폴리바이닐 알코올
- PVAP (Polyvinyl acetate phthalate)